# Кленовый бульвар
Клено́вый бульва́р (название утверждено в 1964 году) — улица в Южном административном округе города Москвы на территории района Нагатинский Затон. Проходит от Нагатинской набережной до Коломенской улицы под острым углом к проспекту Андропова сближаясь с ним в северной части. Нумерация домов начинается от Нагатинской набережной.

## Происхождение названия
Название бульвара связано с проектировавшейся здесь посадкой различных видов клёна.

## Здания и сооружения

### по нечётной стороне
- № 3 — Царицынский-1 центр услуг связи (ЦУС) ОАО «МГТС»
- № 13, корп. 4 — Детские ясли-сад № 1244
- № 21 — Лицей № 1523 при МИФИ
- № 23, корп. 1 — АТС

### по чётной стороне
- № 12 — продуктовый магазин, кафе
- № 16А — продуктовый магазин
- № 26 — Социальный Фонд РФ.

## Транспорт
- Трамваи 47, 49 (остановка «Судостроительная улица, д. 21»)
- Автобусы с811, м19, с856 (на всём протяжении):
  - с811:  Нагатинский Затон — 1-й Нагатинский проезд
  - м19: Якорная улица —  Ломоносовский проспект
  - с856:  Нагатинский Затон — Котельническая набережная
- Автобус 824 (остановки «Метро „Кленовый бульвар”» и «Причал Кленовый бульвар»)
- Автобусы 888 (остановка «Судостроительная улица, д. 21»).